# Dendronephthya pectinata
Dendronephthya pectinata is een zachte koraalsoort uit de familie Nephtheidae. De koraalsoort komt uit het geslacht Dendronephthya. Dendronephthya pectinata werd in 1976 voor het eerst wetenschappelijk beschreven door Song. 